# سام سيلاس
سام سيلاس (بالإنجليزية: Sam Silas)‏ هو لاعب كرة قدم أمريكية أمريكي، ولد في 25 سبتمبر 1940 في بارتو في الولايات المتحدة.

## وصلات خارجية
- سام سيلاس على موقع مرجع كرة القدم المحترفة.كوم (الإنجليزية)